# Margarita Xirgu
Margarita Xirgu Subirà, (en catalan : Margarida Xirgu i Subirà), née le 18 juillet 1888 à Molins de Rei dans la province de Barcelone en Espagne et morte le 25 avril 1969 à Montevideo en Uruguay, est une actrice espagnole de théâtre des années 1910 et une metteuse en scène qui a voulu ouvrir le théâtre à un public populaire.
Connue comme La Xirgu, sa carrière est liée au poète Federico García Lorca, dont elle fut une proche.  

## Biographie

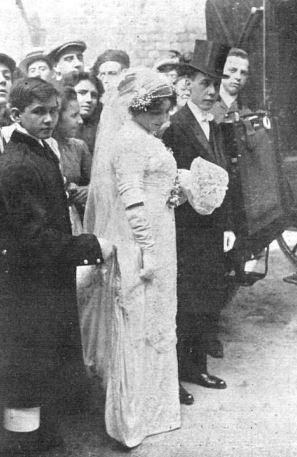
Son premier mariage, en 1910, avec Josep Arnall.

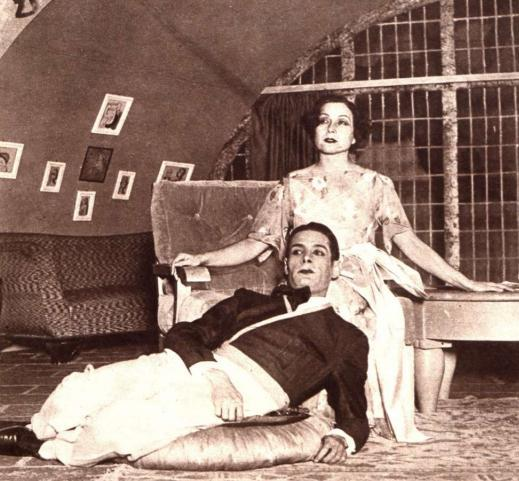
Margarita Xirgu et Pedro López Lagar, dans la pièce d'Alejandro Casona, La sirena varada, en 1934

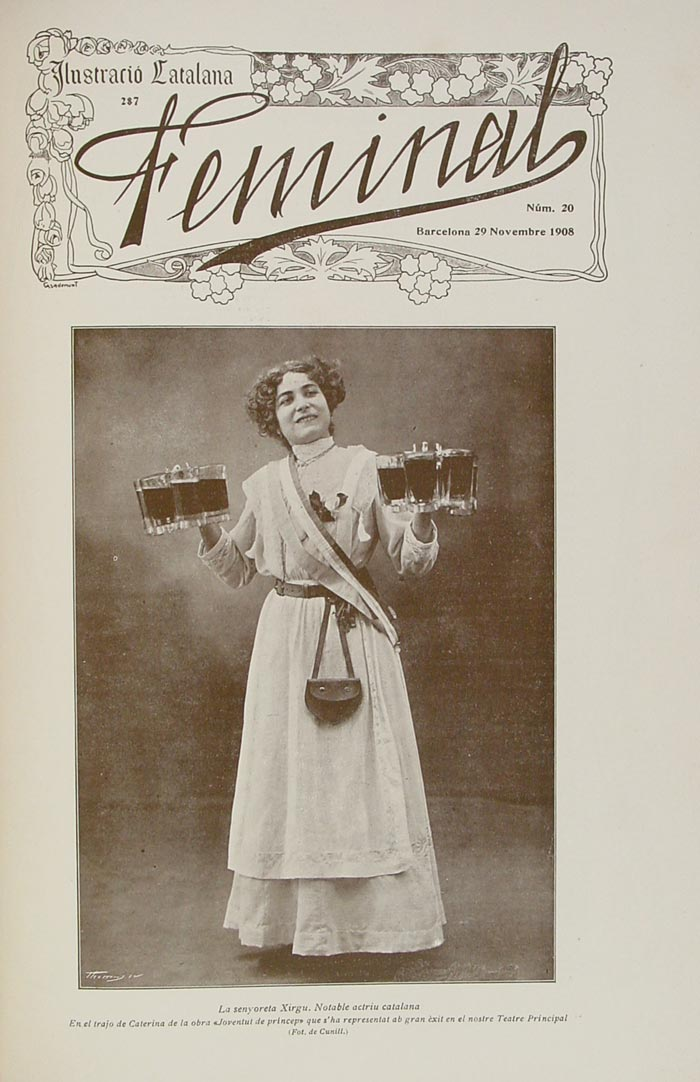
Margarita Xirgu dans la revue féministe catalane Feminal no 20.

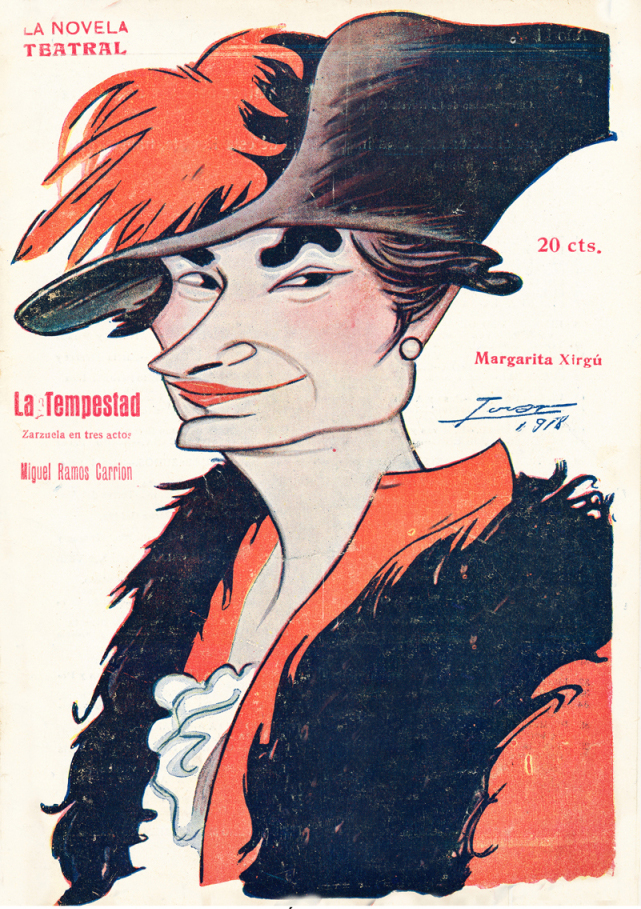
Margarita Xirgu dans la Novela Teatral en 1918, pour son rôle dans La Tempestad, zarzuela en trois actes de Miguel Ramos Carrión.

Issue d'une famille ouvrière catalane, Margarita Xirgu commence à jouer dans le théâtre amateur barcelonais pendant son enfance, dans lequel elle se révèle très douée. En 1907, son père meurt, et à ce moment-là, elle se charge de sa mère et de son frère de quatre années son cadet. Elle devient professionnelle avec la troupe de Josep Santpere i Pei.
En 1910, elle se marie avec son amour d’adolescence, Josep Arnall.
En 1914, Margarita Xirgu débute au Teatro Español de Madrid, notamment dans des pièces de Ramón María del Valle-Inclán, de George Bernard Shaw et de Shakespeare. Amie de Federico García Lorca, Margarita incarne Mariana Pineda et Yerma, avec des décors de Salvador Dalí.
Elle connaît également un grand succès au Teatre Romea de Barcelone.
Quelques mois avant le déclenchement de la guerre d'Espagne, elle part pour une nouvelle tournée en Amérique Latine. Elle y reste en exil, entre l'Argentine, le Chili et l'Uruguay, et y poursuit l’œuvre d'un théâtre populaire.
En 1945, après la Seconde Guerre mondiale, elle entame ainsi sa quatrième tournée en Amérique Latine au Théâtre Avenida de Buenos Aires, où elle enthousiasme le public avec Noces de Sang. Elle fonde l'École multidisciplinaire d'art dramatique Margarita Xirgu en 1949 et devient une grande personnalité du Théâtre Solís à Montevideo. L'actrice uruguayenne Estela Medina est l'une de ses élèves pendant cette période.  
Elle obtient la nationalité uruguayenne en 1959. 
En 1967, elle dirige Yerma de Lorca dans le Massachusetts, aux États-Unis.
Elle meurt pendant une opération chirurgicale à Montevideo en 1969. 
En 1988, dix-neuf années après sa mort, la Generalitat de Catalogne fait rapatrier ses dépouilles, qui reposent à Molins de Rei, la ville où elle est née.

## Principales représentations au théâtre
- 1906 : Mar y cielo d'Àngel Guimerà
- 1908 : Joventut príncep de Wilhelm Meyer Forster
- 1909 : Miqueta i sa mare de Robert de Flers i Caillavet
- 1909 : Terra baixa d'Àngel Guimerà
- 1910 : Salomé d'Oscar Wilde
- 1911 : La reina jove d'Àngel Guimerà
- 1912 : Frou frou de Henri Meilhac et Ludovic Halévy
- 1913 : Magda de Hermann Sudermann
- 1914 : Patio azul de Santiago Rusiñol
- 1914 : Elektra d'Hugo von Hofmannsthal
- 1915 : El yermo de las almas de Ramón María del Valle-Inclán
- 1915 : Terra baixa d'Àngel Guimerà
- 1916 : Marianela de Benito Pérez Galdós
- 1916 : La dicha ajena d'Hermanos Álvarez Quintero
- 1917 : El mal que nos hacen de Jacinto Benavente
- 1918 : Así se escribe la historia d'Hermanos Álavarez Quintero
- 1918 : Santa Juana de Castilla de Benito Pérez Galdós
- 1918 : Pipiola d'Hermanos Álavarez Quintero
- 1918 : El dragón de fuego de Jacinto Benavente
- 1918 : La inmaculada de los dolores de Jacinto Benavente
- 1918 : Rosas de otoño de Jacinto Benavente
- 1919 : Terra baixa d'Àngel Guimerà
- 1920 : Una señora de Jacinto Benavente
- 1920 : La loca de la casa de Benito Pérez Galdós
- 1922 : La niña de Gómez Arias de Pedro Calderón de la Barca
- 1922 : Los ojos de los muertos de Jacinto Benavente
- 1922 : La noche del sábado de Jacinto Benavente
- 1922 : La comida de las fieras de Jacinto Benavente
- 1922 : La calumniada d'Hermanos Álvarez Quintero
- 1922 : Ramo de locura d'Hermanos Álvarez Quintero
- 1922 : Nena Teruel d'Hermanos Álvarez Quintero
- 1923 : Ganas de reñir d'Hermanos Álvarez Quintero
- 1924 : Cristallina d'Hermanos Álvarez Quintero
- 1924 : La vida que te di de Luigi Pirandello
- 1924 : L'Autre danger de Maurice Donnay
- 1925 : Sainte Jeanne de George Bernard Shaw
- 1925 : Campo de armiño de Jacinto Benavente
- 1926 : Las flores d'Hermanos Álvarez Quintero
- 1926 : Barro pecador d'Hermanos Álvarez Quintero
- 1926 : La mariposa que voló sobre el mar de Jacinto Benavente
- 1927 : La princesa bebé de Jacinto Benavente
- 1927 : La noche iluminada de Jacinto Benavente
- 1927 : Mariana Pineda de Federico García Lorca
- 1928 : ¡No quiero, no quiero! de Jacinto Benavente
- 1928 : Más fuerte que el amor de Jacinto Benavente
- 1928 : Terra baixa d'Àngel Guimerà
- 1928 : Los fracasados d'Àngel Guimerà
- 1929 : Entre fiestas de Carlos de Selvagen
- 1930 : La zapatera prodigiosa de Federico García Lorca
- 1930 : La prudencia en la mujer de Tirso de Molina
- 1931 : De muy buena familia de Jacinto Benavente
- 1931 : La corona de Manuel Azaña
- 1931 : Vidas cruzadas de Jacinto Benavente
- 1931 : Fermín Galán de Rafael Alberti
- 1932 : La Duquesa de Benamejí d'Hermanos Machado
- 1932 : La Serrana de la Vera de Luis Vélez de Guevara
- 1932 : Électre, de Sophocle, au théâtre grec de Montjuïc
- 1932 : El otro de Miguel de Unamuno
- 1932 : Clavijo de Johann Wolfgang von Goethe
- 1933 : Don Álvaro o la fuerza del sino d'Ángel de Saavedra
- 1933 : Médée de Sénèque
- 1933 : Divinas palabras de Ramón María del Valle-Inclán
- 1933 : María Rosa d'Àngel Guimerà
- 1934 : Ni el amor ni el mar de Jacinto Benavente
- 1934 : La sirena varada d'Alejandro Casona
- 1934 : Yerma de Federico García Lorca
- 1935 : El villano en su rincón de Lope de Vega
- 1935 : Otra vez el diablo d'Alejandro Casona
- 1935 : Noces de sang de Federico García Lorca
- 1935 : Mademoiselle Rose ou le Langage des fleurs (Doña Rosita la soltera) de Federico García Lorca
- 1937 : Yerma de Federico García Lorca
- 1937 : Cantata en la tumba de Federico García Lorca
- 1937 : Como tu me quieres de Luigi Pirandello
- 1937 : Intermezzo de Jean Giraudoux
- 1937 : Asmodée de François Mauriac
- 1937 : Hamlet de William Shakespeare
- 1937 : Angélica de Leo Ferrero
- 1937 : Mademoiselle Rose ou le Langage des fleurs (Doña Rosita la soltera) de Federico García Lorca
- 1944 : El adefesio de Rafael Alberti
- 1944 : La dama del alba d'Alejandro Casona
- 1944 : La malquerida de Jacinto Benavente
- 1945 : La Maison de Bernarda Alba de Federico García Lorca
- 1949 : Le Malentendu d'Albert Camus
- 1951 : La Folle de Chaillot de Jean Giraudoux
- 1954 : Macbeth de William Shakespeare
- 1956 : La Célestine de Fernando de Rojas
- 1966 : Pedro de Urdemalas de Miguel de Cervantes

### Filmographie
- Margarita Xirgu y la desterrada, documentaire de Christian Polanco, avec la participation de plusieurs figures du théâtre uruguayen où elle s'était exilée (voir « sa fiche », sur IMDb (consulté le 20 août 2015))